# Grotte de Goíkolau
La grotte de Goikolau est une grotte ornée et un site d'art rupestre situé dans la commune de Berriatua, dans la province de Biscaye, dans la communauté autonome du Pays basque, en Espagne. Elle a livré à la fois des figures d'art pariétal du Magdalénien et des figures d'art rupestre du Néolithique. Elle a été classée Bien d'intérêt culturel.

## Situation
La grotte de Goikolau se trouve près de la grotte d'Atxurra, au pied du mont Gaztelukoatxa, dans un terrain calcaire urgonien du Crétacé inférieur.

## Historique des fouilles

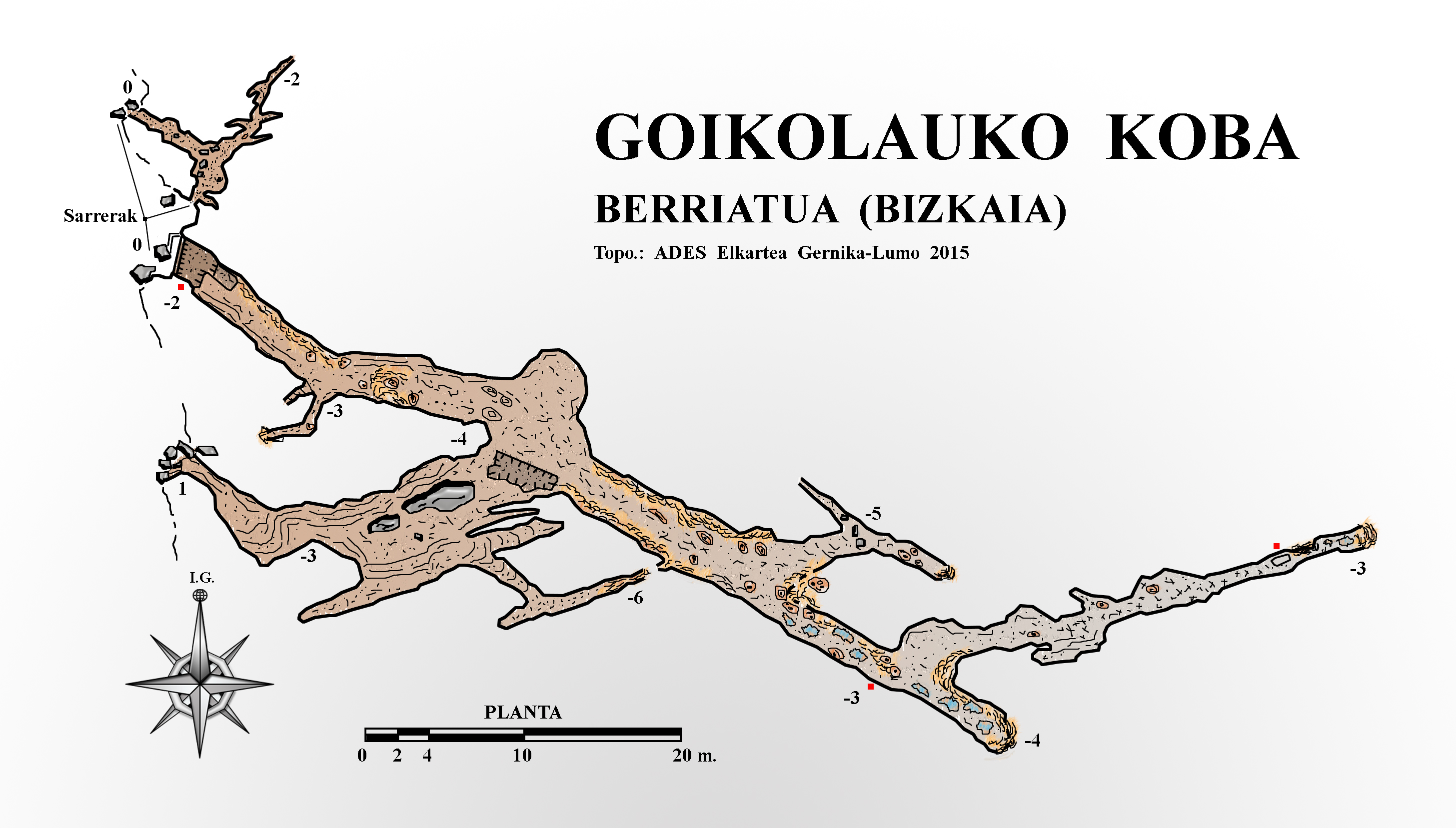
Plan de la grotte

La grotte est connue des habitants de la région depuis longtemps, mais sa première visite archéologique n'a eu lieu qu'en 1935, lorsque Telesforo Aranzadi (es) et José Miguel de Barandiarán Ayerbe, qui fouillaient alors la grotte d'Atxurra, furent informés de son existence. À cette occasion, ils trouvèrent les restes d'une sépulture dans l'avant-dernière galerie orientée nord-est. L'année suivante, José Miguel Barandiaran revint avec ses assistants et localisa une nouvelle tombe dans la dernière galerie orientée nord-est. Ses actions se sont limitées à la collecte de restes en surface, qui ont été déposés au Séminaire conciliaire de Saturraran. Ces vestiges ont été perdus, ainsi que d'autres provenant de différents sites, pendant la guerre d'Espagne.

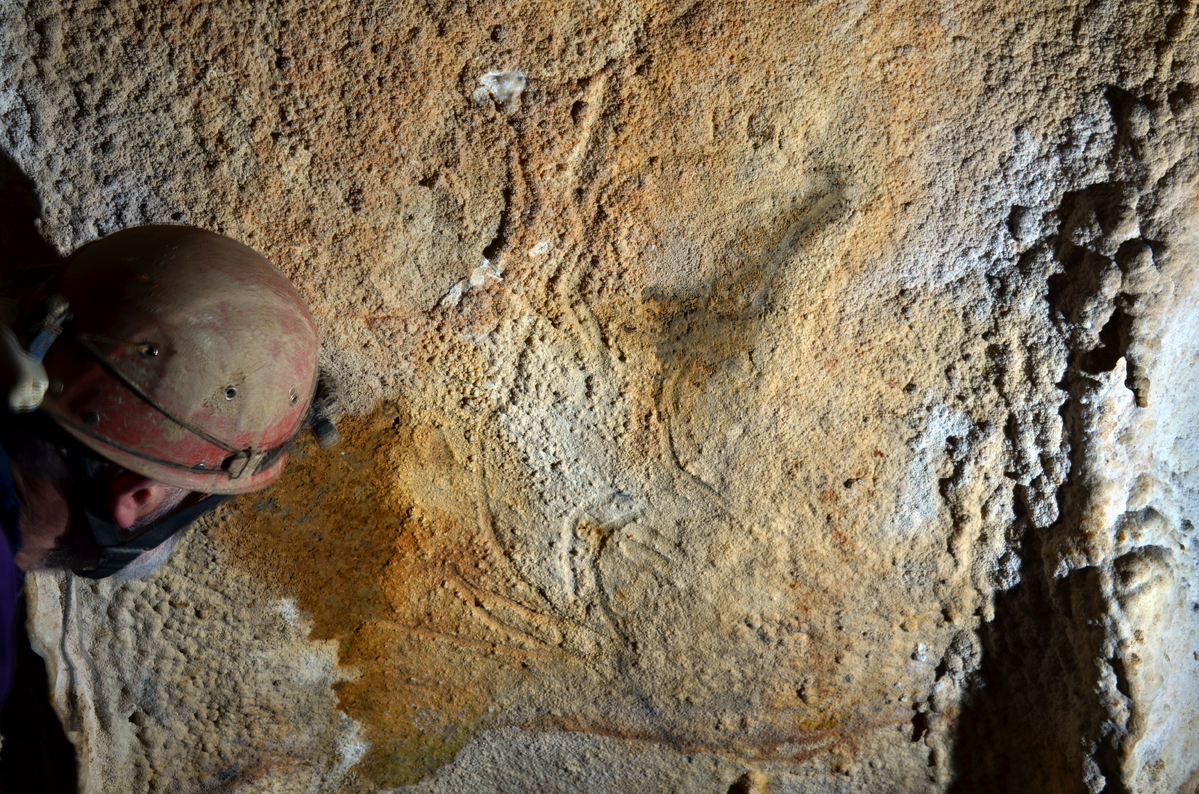
Gravure tracée sur une paroi de la grotte

Barandiaran reprit les fouilles de Goikolau en 1962, assisté par des membres du Musée archéologique de Bilbao et du Groupe spéléologique de Biscaye (es). Ils ont procédé à des fouilles dans la zone d'entrée et à la collecte de nouveaux vestiges dans les tombes précédemment identifiées. C'est alors qu'ils découvrirent les premières figures gravées sur les parois. En 1963, ils ont mené une nouvelle campagne, poursuivant les fouilles de la zone d'entrée et identifiant de nouvelles figures. La plupart des résultats de cette deuxième campagne sont restés non publiés.
Dans les années 1980, le Spéléo Club Beti Goruntz a réalisé un échantillonnage biologique dans la grotte et l'équipe archéologique de Carlos Basas Faure a mené deux campagnes de fouilles, examinant également l'art pariétal et rupestre.
En 2015, à l'occasion des travaux de restauration et de fermeture de la grotte pour le compte de la Députation forale de Biscaye, l'ADES (Espeleología Elkartea) a réexploré la cavité, examinant l'état des lieux et mettant à jour le plan topographique à l'aide d'instruments de précision.

## Occupation humaine

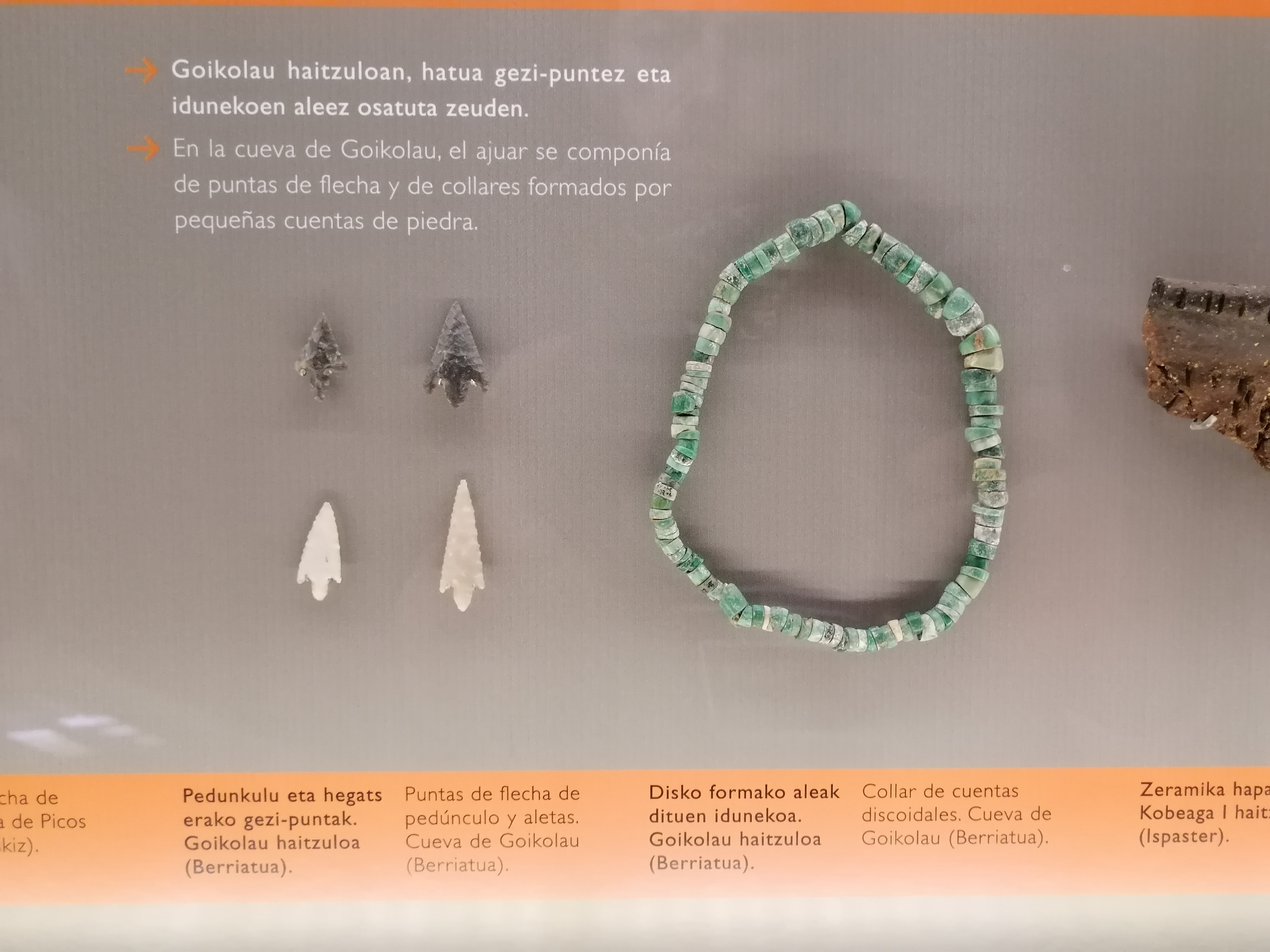
Pointes de flèches et pendentif de la grotte de Goikolau, Musée archéologique de Bilbao

Les fouilles effectuées dans la zone d'entrée ont montré que la grotte avait été occupée au moins depuis le Magdalénien supérieur, avec des occupations ultérieures au cours du Néolithique, de l'Âge du bronze, de l'Âge du fer et de l'Empire romain. Quant aux sépultures, leur typologie correspond au Bas-Empire romain (IVe et Ve siècles apr. J.-C.).

## Art pariétal et rupestre
Les figures gravées appartiennent à différentes périodes. Une petite partie représente des êtres vivants, parmi lesquels la figure la plus connue est un caprin en position verticale. Il n'y a pas d'unanimité quant à leur datation, bien que le style s'apparente au Magdalénien.
On trouve également des figures d'art rupestre, dont la majeure partie correspond à l'Art schématique ibérique du Néolithique, et le reste à des périodes plus tardives comprises entre l'Âge du bronze final et l'époque romaine.